# 희화 (전설)
희화(羲和)는 중국 신화에 나오는 제준의 첫 번째 아내이다. 제준과 결혼해서 제준의 아들 자식인 해 10개를 낳았다. 애초에 희화는 제준의 형인 전욱으로부터 구혼을 받았지만, 전욱은 제준과는 다르게 성급했고 또한 성격이 악독했기 때문에 결국 전욱의 남동생인 제준을 선택하였던 것이다.
희화의 아들 자식인 해 10개는 처음에는 동쪽 세계의 끝에 있는 거대한 나무에서 한 개씩 해가 나와서 세상을 비춰 주었지만, 어느새부터 해 10개가 말을 안 듣고 세상 밖으로 나와버린다. 답답하다는 이유에서였는지, 결국 희화는 자신의 자식들이 저러는 모양을 보지 못하겠다고 제준에게 건의해서 해를 모조리 동쪽 세계로 가두어 버릴 것을 요청한다. 하지만 해 10개는 말을 더 듣지 않고 아예 전 세계에까지 나돌아다닌다. 결국 제준은 화가 머리 끝까지 나서 예를 보내서 해 10개를 모조리 죽이라고 한다. 예는 10개를 다 죽이려고 하였지만 해가 1개가 남은 상황에서 예의 친구인 요가 화살을 몰래 숨겨두어서 남은 해 1개를 쏘지는 못하였다. 그 대신 그 해는 제준의 명을 받들어 결국 세상을 비추는 역할을 하였다.

## 같이 보기
- 중추절